# Covfefe
|                  | Donald J. Trump | Twitter |
| @realDonaldTrump |                 |         |

Despite the constant negative press covfefe
May 30, 2017
Covfefe (phát âm tiếng Anh: /koʊˈfɛfi/ koh-FEH-fee) là một lỗi chính tả, được nhiều người cho là một lỗi đánh máy, mà Donald Trump đã sử dụng trong một tweet lan truyền nhanh khi ông còn là Tổng thống Hoa Kỳ. Nó ngay lập tức trở thành một meme Internet.
Sáu phút sau nửa đêm (giờ Tiết kiệm Ánh sáng Ban ngày miền Đông Hoa Kỳ) vào ngày 31 tháng Năm năm 2017, Trump đã tweet, "Despite the constant negative press covfefe" (tạm dịch: Bất chấp covfefe tiêu cực liên miên của báo chí). Ông đã xóa tweet sáu tiếng sau đó và ngụ ý rằng ông cố ý đánh vần từ đó như vậy. Hầu hết các phương tiện truyền thông đều cho rằng ông định gõ từ "coverage" (sự đưa tin). Phát ngôn viên Nhà Trắng Sean Spicer tuyên bố, "Tôi nghĩ Tổng thống và một nhóm nhỏ biết chính xác ông ấy có ý gì."

## Tweet "Covfefe" và phản ứng của công chúng
Dòng tweet đã thu hút được sự chú ý sôi nổi trên các bản tin và trên mạng xã hội, nhanh chóng trở thành một hiện tượng lan truyền. Cả từ ngữ này và dòng tweet đều tác động nhiều đến văn hóa, kinh tế và xã hội. Ví dụ, chỉ số Volfefe (kết hợp "volatility", tức "sự biến động", và "covfefe"), được tạo ra bởi JPMorgan Chase vào năm 2019, đã đo lường sự ảnh hưởng của các dòng tweet của Tổng thống Trump đối với lợi suất trái phiếu Mỹ. "Covfefe" là một trong những dòng tweet nổi tiếng nhất của ông Trump.
"Covfefe" đã nhanh chóng lan truyền nhanh và sinh ra nhiều trò đùa và suy đoán trên mạng xã hội và trên tin tức về ý nghĩa thực sự của nó. Nó đã được tweet lại hơn 105.000 lần, thu được hơn 148.000 lượt thích, và tạo ra một meme lan truyền nhanh trên Internet vào rạng sáng ngày 31 tháng Năm. Hashtag #covfefe đã được sử dụng trên Internet 1,4 triệu lần trong vòng 24 giờ sau dòng tweet của ông Trump.
Trump chưa bao giờ thừa nhận rằng dòng tweet có lỗi đánh máy. Thay vào đó, ông đã tweet lại vào lúc 6:09 sau khi xóa dòng tweet ban đầu: "Who can figure out the true meaning of 'covfefe' ??? Enjoy!" (tạm dịch: "Ai có thể tìm ra ý nghĩa thực sự của 'covfefe' ??? Đi tìm vui vẻ nhé!") Phát ngôn viên Nhà Trắng Sean Spicer sau đó ngụ ý rằng dòng tweet đó không phải là lỗi đánh máy mà thay vào đó là có chủ ý: "Tôi nghĩ Tổng thống và một nhóm nhỏ biết chính xác ông ấy có ý gì."
Cụm từ tìm kiếm trên Google "covfefe" đã vượt qua cụm từ tìm kiếm "khí hậu Paris" (liên quan đến Thỏa thuận Khí hậu Paris 2015) vào ngày 31 tháng Năm, cùng ngày Trump cho biết rằng Mỹ có thể rút khỏi Thỏa thuận Paris.
Trump đã nhắc lại từ này vào tháng Năm năm 2018 bằng cách phát âm nó trong một video của Nhà Trắng về ảo giác âm thanh "Yanny or Laurel". Ông nói ở gần cuối video: "Tôi nghe thấy 'covfefe'."
Một nhà phân tích của Tờ Washington Post, Philip Bump, đã viết vào tháng Bảy năm 2019 rằng dòng tweet "covfefe" đã đại diện cho việc Tổng thống Trump từ chối thừa nhận kẻ cả những sai sót nhỏ. Những người chỉ trích Trump khác trên các phương tiện truyền thông cũng bày tỏ ý kiến tương tự.

## Những lần đề cập sau đó

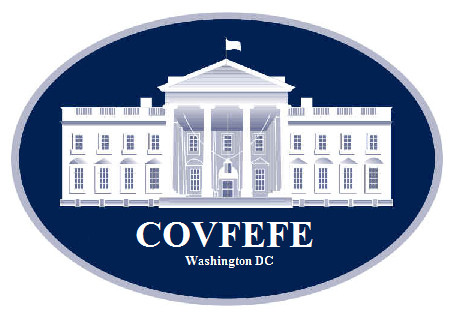
Kỳ Tổng thống Covfefe, bởi Mike Licht

Khi viết cho The Atlantic vào tháng Một năm 2019, nhà báo Adrienne LaFrance đã tóm tắt ý nghĩa của dòng tweet covfefe: "Covfefe vẫn là dòng tweet minh họa rõ nhất món quà lạ thường nhất của Trump: Ông biết cách thu hút mọi người, cách chỉ huy và chuyển hướng sự chú ý của quần chúng."
Meme covfefe đã sinh ra nhiều tác động sau đó trong văn hóa, ngôn ngữ và kinh doanh. Khi đánh dấu kỷ niệm một năm của dòng tweet covfefe vào tháng Năm năm 2018, một bài báo của USA Today đã ghi: "Nhưng tổng thống có biết ông ấy đã làm gì đối với nền văn hóa Hoa Kỳ không? Các meme. Các bài hát. Các trò đùa."

### Trong ngôn ngữ và chính trị
Trò chơi chữ phổ biến Words with Friends đã thêm "covfefe" vào từ điển của mình vào tháng Sáu năm 2017.
Từ điển Dictionary.com đã tuyên bố rằng "covfefe" đứng đầu danh sách 'các truy vấn không khớp' vào tháng Mười năm 2017 và tiếp tục có nhiều lượt tìm kiếm nhất cho một từ mà không có nghĩa. Từ điển Brewer's Dictionary of Phrase and Fable đã thêm một mục từ cho "covfefe" vào ấn bản thứ 20 vào tháng Mười năm 2018.
Đại học Tiểu bang Hồ Thượng đã đưa "covfefe" vào 'Danh sách Các Từ bị Trục Xuất khỏi tiếng Anh của Nữ hoàng hàng năm lần thứ 43 vì Sử dụng Sai, Sử dụng Quá mức và Nói chung là Vô dụng' vào tháng Mười Hai năm 2017. Phát ngôn viên của trường đại học nói thêm rằng từ này "đã trở thành cách nói tắt của một lỗi trên mạng xã hội".
Các lỗi chính tả và từ ngữ tiếp theo của Trump đã được các phương tiện truyền thông so sánh với dòng tweet covfefe. "Covfefe" cũng thường được nhắc đến khi thảo luận về những sai sót của các nhân vật công chúng, doanh nghiệp và các tổ chức khác trong diễn ngôn công khai.
Các cách sử dụng khác của "covfefe" bao gồm chơi chữ để thay thế cho từ "coffee" (cà phê) vì gần giống nhau theo cách đánh vần. Ví dụ bao gồm một cửa hàng cà phê có tên "Covfefe Café", một loại bia có tên "'No Collusion' Russian Imperial Coffee 'Covfefe' Stout" (tạm dịch: "Bia Đen Cà phê 'Covfefe' Thực Dân Nga Không có Câu Kết"); đề cập đến các cáo buộc rằng Nga đã thông đồng với Donald Trump để can thiệp vào cuộc bầu cử năm 2016 theo báo cáo Mueller, các loại đồ uống cà phê covfefe khác nhau, một loại cocktail cà phê có cồn "Covfefe", một quảng cáo cà phê và trà của Amul, một thương hiệu cà phê ủng hộ Trump có tên "Covfefe Coffee", v.v.

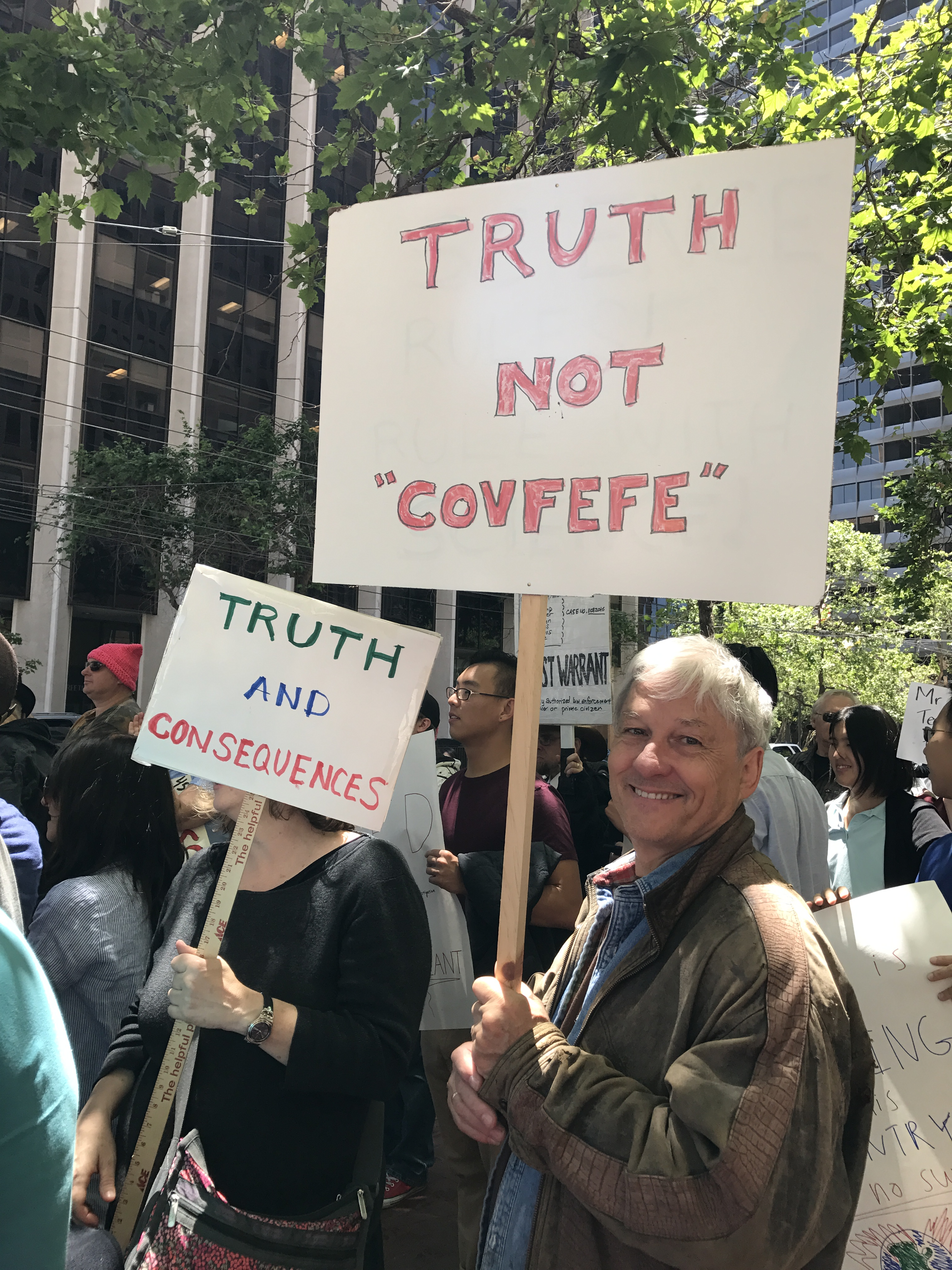
Một người biểu tình cầm tấm biển "Truth not 'Covfefe'" (tạm dịch: Sự Thật, Chứ Không phải 'Covfefe').

Những người biểu tình chống Trump tại một loạt các sự kiện khác nhau trong năm 2019 cũng sử dụng các biểu ngữ được biến tấu về chủ đề covfefe.

### Trong pháp luật
Đại biểu Quốc hội Hoa Kỳ Mike Quigley (Đảng Dân chủ từ quận quốc hội Illinois thứ năm) đã đưa ra đạo luật H.R.2884, "Đạo luật Giao Tiếp Qua Nhiều Nguồn Cấp Dữ liệu Điện tử để Có Tương Tác (Đạo luật COVFEFE)" vào ngày 12 tháng Sáu năm 2017. Nó sẽ yêu cầu Viện Lưu trữ Quốc gia bảo quản và lưu trữ các bài đăng trên mạng xã hội của Tổng thống Hoa Kỳ nếu như được thông qua. Dự luật đã được chuyển đến Ủy ban Giám sát và Cải cách Chính phủ Hạ viện cùng ngày nhưng không có thêm hành động nào khác của Quốc hội. Tuy vậy, các dòng tweet của ông Trump đã được lưu trữ theo Các Sửa Đổi năm 2014 của Đạo luật Tài liệu Tổng thống và Liên bang.

### Trong kinh doanh và thương mại
Dòng tweet covfefe đã nhanh chóng tạo ra nhiều mặt hàng (ví dụ: áo phông, cốc cà phê, mũ và túi) có các dòng chữ liên quan đến covfefe.
Covfefe cũng là nguồn cảm hứng cho một số trò chơi trên bàn cờ, một ứng dụng theo dõi lượng caffeine, các trò giải đố, quà tặng, giấy vệ sinh, và các sản phẩm khác.
Cư dân của 21 tiểu bang Hoa Kỳ, bao gồm cả những người ủng hộ và phản đối Trump, đã nhận được biển số xe "Covfefe" theo yêu cầu tính đến tháng Hai năm 2018. Bang Georgia cấm sử dụng từ này trên các biển số xe cá nhân.

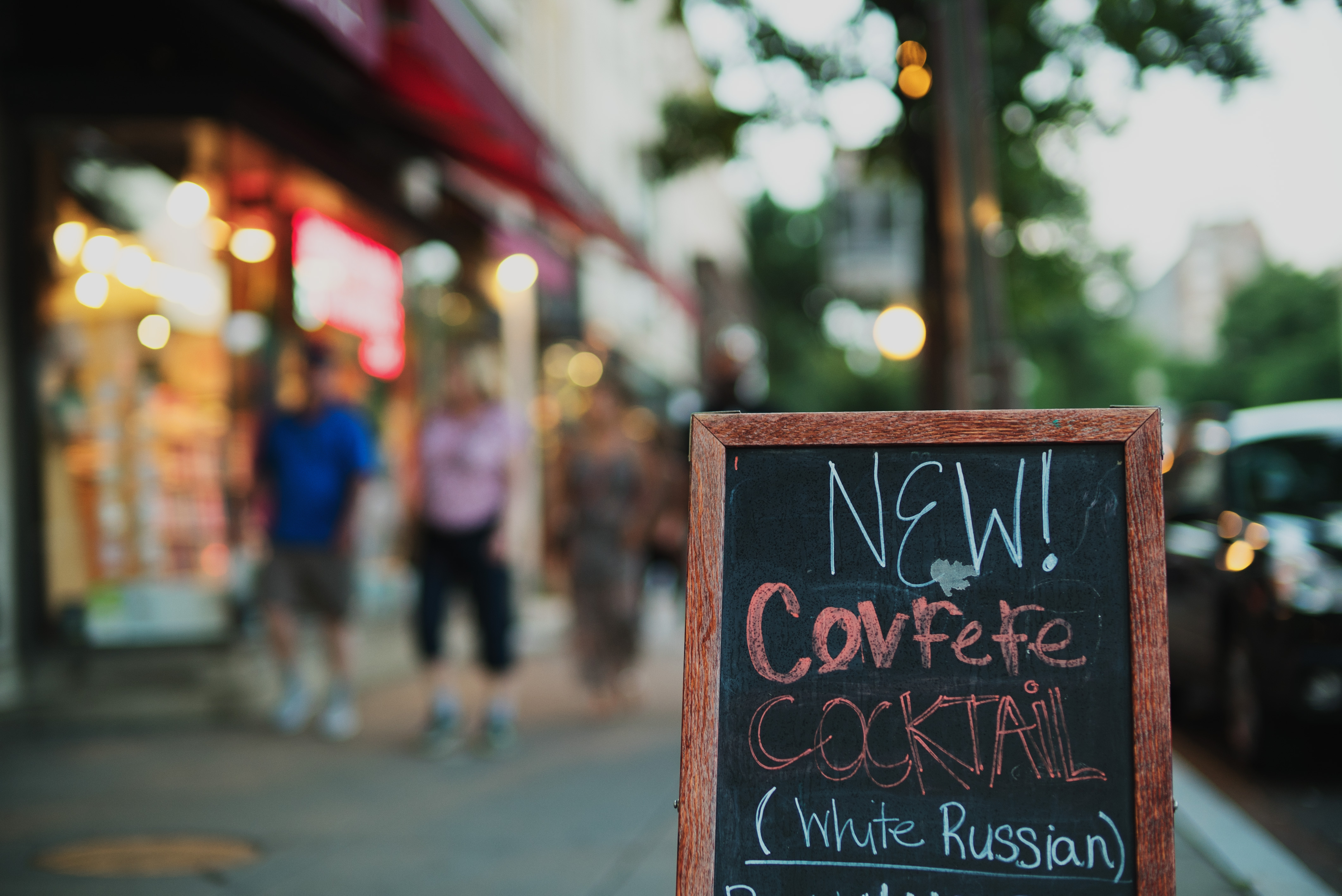
Biển hiệu của một cửa hàng cà phê quảng cáo một loại cocktail White Russian, có tên là 'cocktail Covfefe'.

Một tiện ích của Google Chrome năm 2018 có tên Covfefe cho phép người dùng Twitter sửa lỗi chính tả trong các tweet trước đó của họ.
Amazon đã gỡ "Covfefe Coffee", một thương hiệu cà phê ủng hộ Trump được quảng bá bởi một số nhà bình luận bảo thủ, do quảng cáo của họ sử dụng cờ Hoa Kỳ trái quy định vào tháng Một năm 2019.
Một quyết định vào tháng Một năm 2019 của Hội đồng Xét xử và Kháng cáo về Nhãn hiệu của Văn phòng Sáng chế và Nhãn hiệu Hoa Kỳ (USPTO) đã kết luận rằng từ "covfefe" được sử dụng quá phổ biến trong nhiều ngữ cảnh và do đó không thể đăng ký nhãn hiệu cho bất kỳ sản phẩm cụ thể nào. Ít nhất 40 đơn đăng ký nhãn hiệu đã được nộp cho USPTO cho một loạt các loại hàng hóa theo chủ đề covfefe khác nhau; không có đơn nào trong số đó đã được cấp tính đến tháng Ba năm 2019.